# Slawonische Militärgrenze

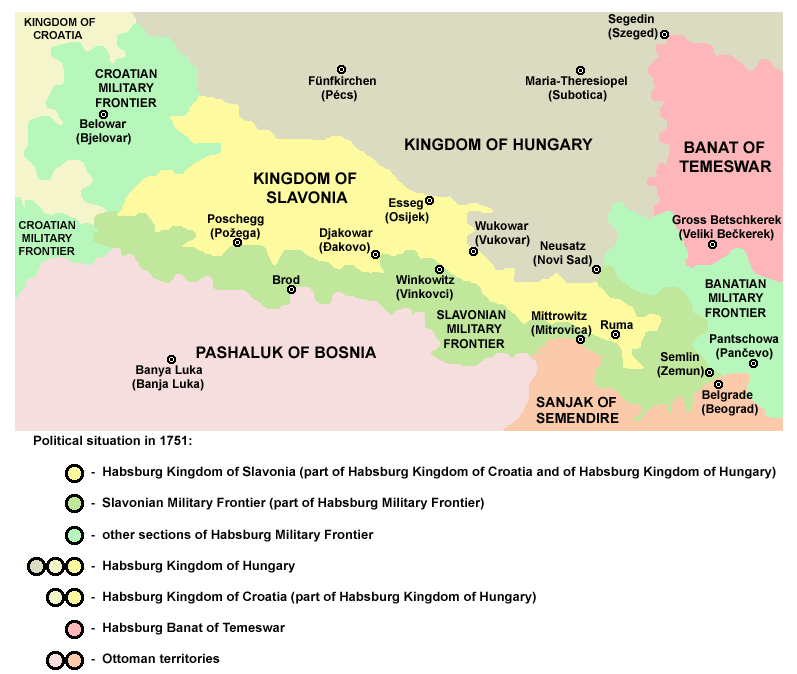
Slawonische Militärgrenze im Jahr 1751

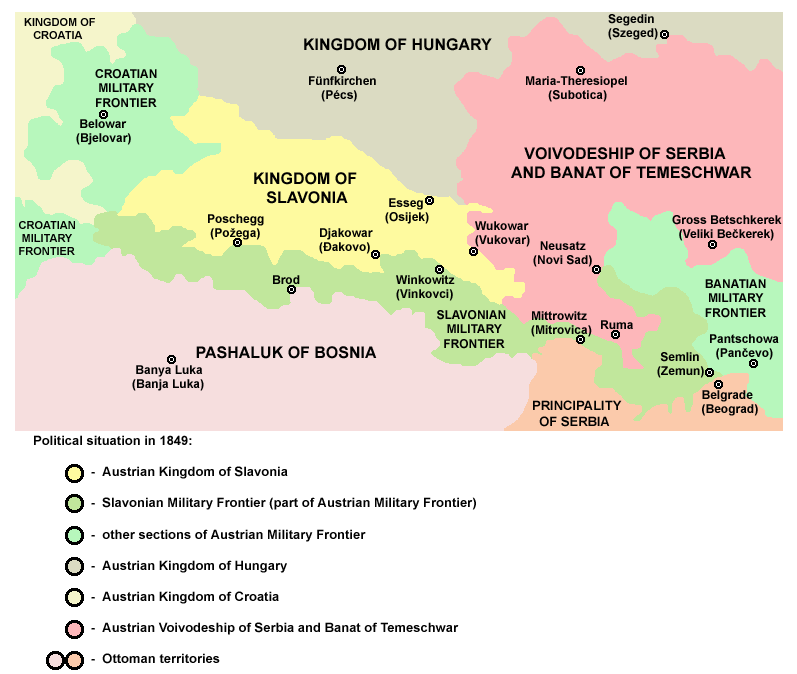
Slawonische Militärgrenze im Jahr 1849

Die Slawonische Militärgrenze (kroatisch Slavonska Vojna krajina) war ein Teil der Militärgrenze des Habsburgerreiches (kroatisch Vojna krajina). Es wurde auf den Gebieten, die die Habsburger von den Osmanen erobert hatten, einschließlich des Südens Slawoniens und Syrmiens errichtet. Es befand sich größtenteils im Osten Kroatiens und teilweise in der Vojvodina. Sie existierte in unterschiedlichen Formen bis 1882, als das Gebiet in das Königreich Kroatien und Slawonien eingegliedert wurde.

## Gliederung und Regimenter
Die Slawonische Krajina war in das Regiment Gradiška, Brod, und Petrovaradin unterteilt. Der Verwaltungssitz des Broder Regiments befand sich in Vinkovci.
- VII. Broder Regiment (Slavonski Brod) (1769: No. 66)
- VIII. Gradiskaner Regiment (Nova Gradiška) (No. 67)
- IX. Peterwardeiner Regiment (Petrovaradin) (No. 68)

## Grenzen
Im Jahr 1849 grenzte dieser Teil der Militärgrenze an das Fürstentum Serbien und das Osmanische Bosnien im Süden, die Banater Militärgrenze im Osten, Slawonien und die Vojvodina im Norden sowie die Kroatische Militärgrenze und Zivil Kroatien im Westen.

## Städte
Zu den bedeutendsten Orten in der Slawonischen Militärgrenze zählten Vinkovci, Nova Gradiška, Slavonski Brod, Petrovaradin, Sremski Karlovci, Stara Pazova, Zemun und Sremska Mitrovica.

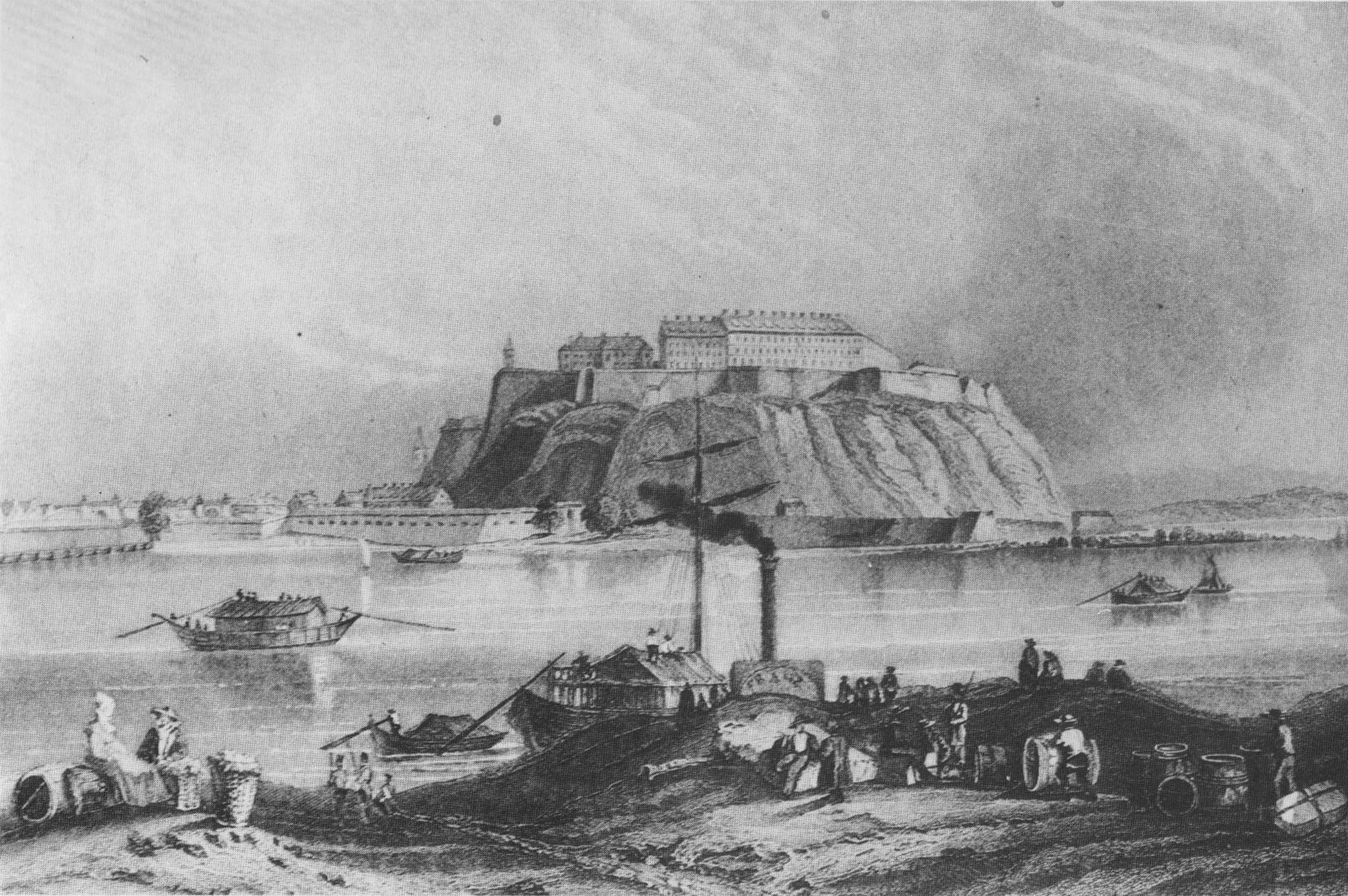
Festung Peterwardein war Teil der Slawonischen Militärgrenze

## Bevölkerung
Bei der Volkszählung von 1820 lebten in der Slawonischen Militärgrenze insgesamt 117.933 Katholiken und 117.274 Orthodoxe Christen.